# Jacek Streich
Jacek Franciszek Streich, född den 12 oktober 1967 i Toruń i Polen, är en polsk roddare.
Han tog OS-brons i fyra med styrman i samband med de olympiska roddtävlingarna 1992 i Barcelona.